# Щитник красноногий
Щитник красноногий (лат. Pentatoma rufipes) — вид полужесткокрылых насекомых из семейства настоящих щитников. Распространён в Палеарктике. Встречаются на различных кустарниковых и древесных растениях, на которых питаются их соком и насекомыми. Иногда могут вредить фруктовым деревьям, но также уничтожают вредных гусениц и других насекомых. Взрослые насекомые встречаются летом и осенью.

## Описание
Длина тела имаго 11—16 мм. Сверху клопы тёмно-бурые, иногда с зеленоватым или бронзовым отблеском; низ, ноги и усики красноватые.. Передние углы переднеспинки сильно вытянутые, на вершине с шипом. На кончике щитка большей части имеется оранжево-жёлтое пятно.
Нимфы зелёно-серые.

## Экология
Обитают под пологом в широколиственных лесах, в которых преобладают берёза и/или дуб, а также в садах, парках, вишнёвых насаждениях и среди малиновых зарослей. Основное время проводят на различных растениях, на которых и питаются. Питаются соком, который высасывают своим приспособленным хоботком из листьев, стеблей, побегов и плодов растений, таких как дуб, берёза, ива и других. Кроме растений они не прочь полакомиться насекомыми, питающимися на тех же растениях, например, гусеницами и другими.
Кормовыми отмечены следующие виды растений: дуб черешчатый, берёза повислая, ольха чёрная, лещина обыкновенная, бук европейский, ясень обыкновенный, вишня, гризелиния прибрежная, ежевика. Клопы были отмечены на некоторых хвойных, таких как сосна обыкновенная и тис ягодный, а также на травянистых растениях — щавеле туполистном и крапиве двудомной.
В анабиоз впадают нимфы высоко на лесных деревьях.
Двукрылые вида Phasia hemiptera являются паразитами клопов данного вида.